# Leander Vyvey

Leander Vyvey, 2017

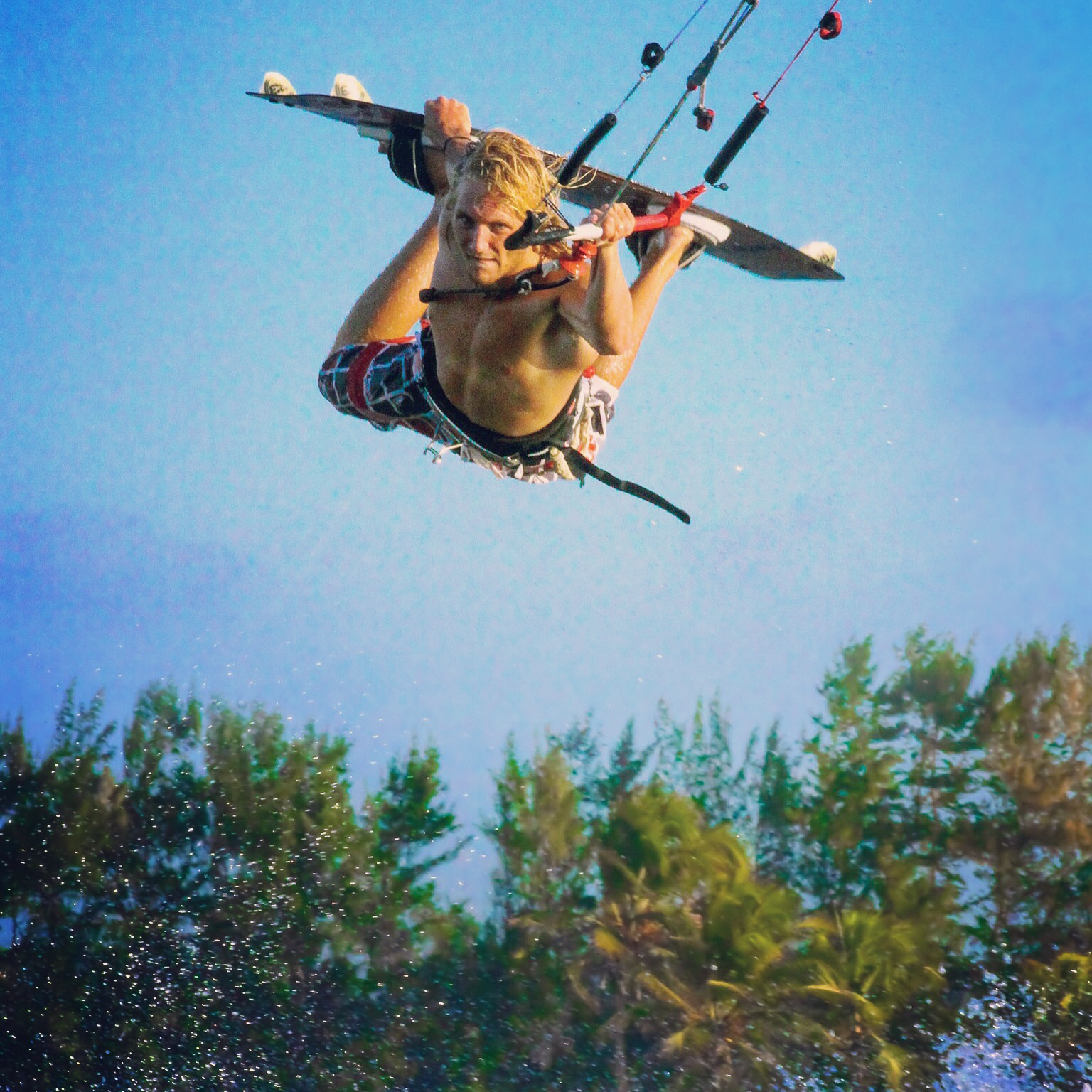
Leander Vyvey, Trainingscamp Brazil 2009

Leander Gaston Claes Vyvey (* 21. Dezember 1989 in Gent) ist ein Schauspieler und ehemaliger Profi-Kitesurfer. Vyvey begann seine Kitesurf-Karriere im Jahr 2002 in Nieuwpoort, Belgien und gewann den Weltmeisterschaftstitel 2008 in Italien.
Seit 2017 wirkt er als Schauspieler in verschiedenen Rollen in Filmen, Fernsehserien und Theater mit.

## Frühes Leben und Karriere
Vyvey wurde am 21. Dezember in Gent, Belgien, geboren. Er begann 2002 in Nieuwpoort, Belgien, mit dem Kitesurfen. Als er Profi-Kitesurfer wurde, nahm er an Wettkämpfen teil und stieg schnell in den Ranglisten auf. Vyvey wurde viermal belgischer Meister und war 2008 und 2009 Vizeweltmeister auf der Kiteboard Pro World Tour. Er gewann mehrere Medaillen bei Weltmeisterschaften und wurde 2008 Weltmeister in Italien.
Vyvey hatte mehrere Kitesurf-Unfälle. Im Jahr 2007 hatte er einen Unfall in Big Bay, Südafrika, und musste ins Krankenhaus. 2009 erlitt er einen Unfall auf dem Meer während einer Trainingssession in Maui, Hawaii, und kehrte mit einer ausgekugelten Schulter zurück an Land. Im Jahr 2012 wurde Vyvey bewusstlos gefunden, nachdem er am Strand gelandet war und sich im Lagune von Dakhla den Hals verletzt hatte.
Neben seinem Erfolg im Kitesurfen hat Vyvey mehrere Rollen als Schauspieler übernommen. Er studierte in Madrid, London und Chicago und gab sein Schauspieldebüt 2016 in dem Film Rescue Under Fire. Seitdem hat er mehrere Rollen in Filmen und Fernsehserien gespielt, darunter FBI: International, Then You Run und Mijn Slechte Beste Vriendin.

## Privatleben und öffentliches Image
Vyvey spricht mehrere Sprachen fließend und ist leidenschaftlich an der Meereserhaltung interessiert. Trotz seiner öffentlichen Karriere bleibt er weitgehend inaktiv in den Medien, und über sein Privatleben ist wenig bekannt.

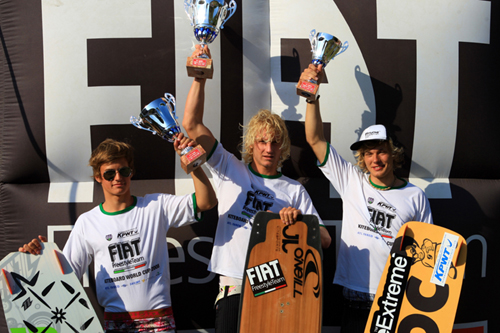
Leander gewinnt die Weltmeisterschaft in Italien, 2008

## Filmografie
- Rescue Under Fire (2017) – Soldat Norris[7]
- Queens (2017) – Baron von Montigny[8]
- Flack (2017) – Deon[9]
- Los Nuestro (2018)[10]
- So My Grandma is a Lesbian! (2019) – Stuart MacDonald[11]
- Cheating Charlie (2019) – Mielke[12]
- 45 RPM (2019) – Mike[13]
- Hanna (2020) – Vandervelde[14]
- Before We Die (2021)[15]
- The Postcard Killings – Detectiv Hunzicker[16]
- Professor T (2021) – Jonathan Fell[17]
- FBI: International (2021) – Kristian Hess[18]
- Das Mädchen mit den Zigaretten (2021)[19]
- Mijn Slechtste Beste Vriendin (2021) – Guillaume Gerbauts[20]
- The Window (2022) – Tim[21]
- Then You Run (2022) – Lucas[22]
- The Last Front (2024) – Peer Schultz[23]
- Für immer Sommer – Ein neues Leben (2024) – Manuel Pereira Lopez

## Preise und Nominierungen
Vyvey hat in seiner Karriere als Kitesurfer zahlreiche Auszeichnungen und Nominierungen erhalten. Er wurde viermal belgischer Meister und war Vizeweltmeister bei der Kiteboard Pro World Tour. Zudem wurde er zum Sportler des Jahres in Nieuwpoort gekürt. Darüber hinaus hat er mehrere Medaillen bei Weltmeisterschaften gewonnen und errang 2008 die Goldmedaille beim Kiteboard Pro World Tour Grand Slam Event in Italien.